# Matthew Quinn
Matthew Quinn ( 19 de dezembro de 1978) é um ex-velocista sul-africano, campeão mundial de atletismo no revezamento 4x100 m em Edmonton 2001. Na ocasião, a equipe sul-africana chegou em segundo lugar. Com a implicação do velocista Tim Montgomery, integrante do revezamento campeão norte-americano, no caso BALCO, um escândalo de dopagem que afetou diversos atletas dos Estados Unidos em 2002, as medalhas de ouro do revezamento dos EUA foram confiscadas e repassadas ao time sul-africano composto por Quinn, Lee-Roy Newton, Corné du Plessis e Morné Nagel.